# Parliament House (Perth)

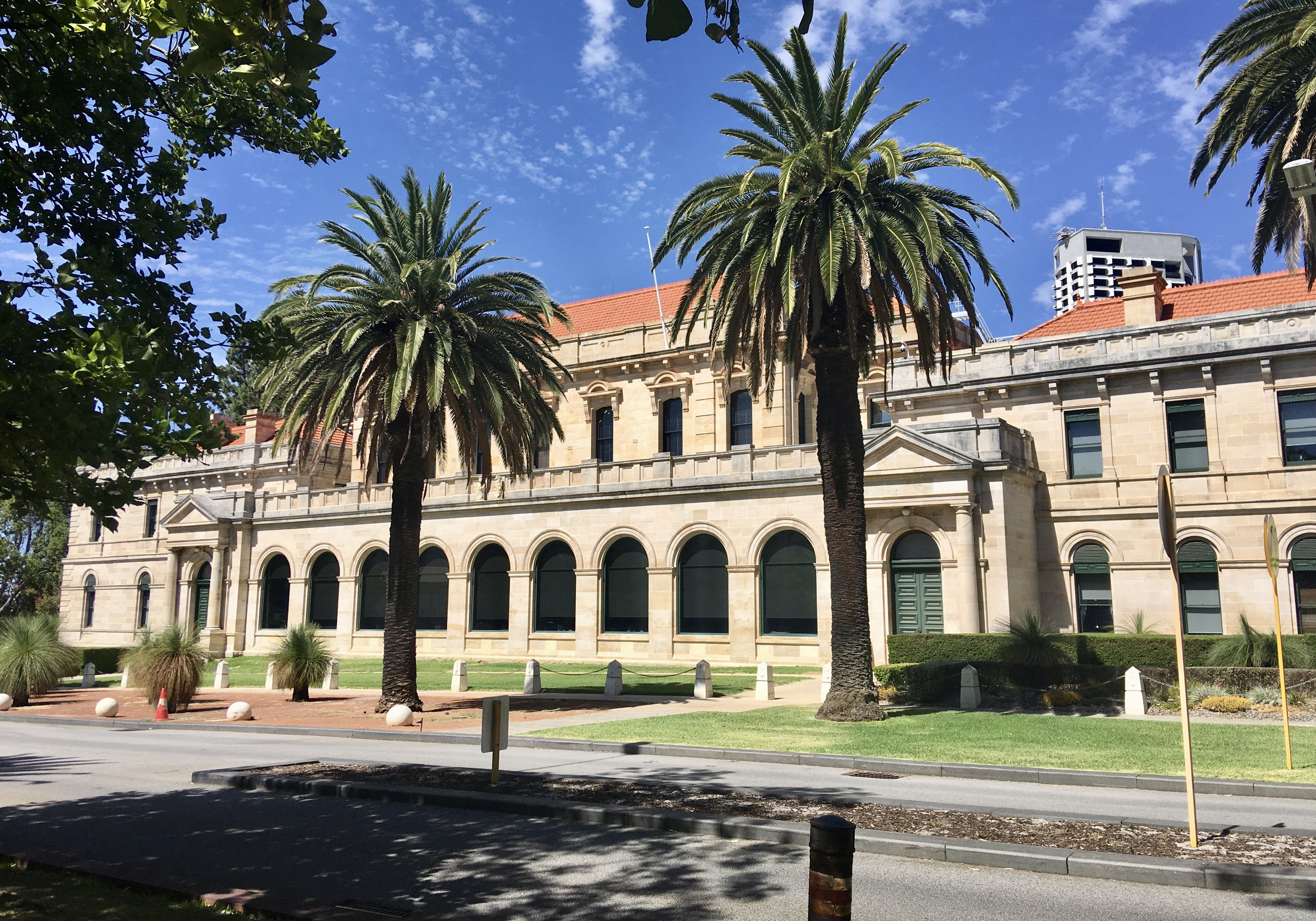
Parliament House in Perth

Das Parliament House befindet sich auf der Harvest Terrace in Perth. Es ist der Sitz des Parlaments von Western Australia, das aus dem Western Australian Legislative Council und der Western Australian Legislative Assembly besteht.
Der Bau des ersten Stocks des Parlamentsgebäudes wurde zwischen 1902 und 1904 durchgeführt. Der östliche Flügel wurde zwischen 1958 und 1964 errichtet. 1978 wurde das Gebäude nach Süden hin erweitert.